# Muntanyes Kiso
Les muntanyes Kiso (木曽山脉), o Alps Centrals (中央アルプス), conformen una serralada japonesa ubicada a la Prefectura de Nagano.

## Muntanyes
- Kyogatake (2296 m)
- Komagatake (2956 m)
- Utsugidake (2864 m)
- Minami-komagatake (2841 m)
- Anbeijisan (2363 m)
- Enasan (2191 m)